# OEC Kaohsiung
O OEC Kaohsiung é um torneio de tênis, que faz parte da série ATP Challenger Tour, realizado desde 2012, realizado em piso duro, em Kaohsiung, Taiwan.

## Edições

### Simples
| Ano  | Campeão        | Finalista     | Placar             | Ref.  |
| ---- | -------------- | ------------- | ------------------ | ----- |
| 2018 | Gaël Monfils   | Kwon Soon-woo | 6–4, 2–6, 6–1      |       |
| 2017 | Evgeny Donskoy | Marius Copil  | 7–6(7–0), 7–5      |       |
| 2016 | Chung Hyeon    | Lee Duck-hee  | 6–4, 6–2           |       |
| 2015 | Chung Hyeon    | Yuki Bhambri  | 7–5, 6–4           |       |
| 2014 | Lu Yen-hsun    | Luca Vanni    | 6–7(7–9), 6–4, 6–4 | [ 1 ] |
| 2013 | Lu Yen-hsun    | Yuki Bhambri  | 6–4, 6–3           |       |
| 2012 | Go Soeda       | Tatsuma Ito   | 6–3, 6–0           |       |

### Duplas
| Ano  | Campeões                              | Finalistas                     | Placar                | Ref   |
| ---- | ------------------------------------- | ------------------------------ | --------------------- | ----- |
| 2018 | Hsieh Cheng-peng Yang Tsung-hua       | Hsu Yu-hsiou Jimmy Wang        | 6–7(3–7), 6–2, [10–8] |       |
| 2017 | Sanchai Ratiwatana Sonchat Ratiwatana | Jonathan Erlich Alexander Peya | 6–4, 1–6, [10–6]      |       |
| 2016 | Sanchai Ratiwatana Sonchat Ratiwatana | Hsieh Cheng-peng Yi Chu-huan   | 6–4, 7–6(7–4)         |       |
| 2015 | Gong Maoxin Peng Hsien-yin            | Chen Ti Huang Liang-chi        | 6–3, 6–2              |       |
| 2014 | Gong Maoxin Peng Hsien-yin            | Chen Ti Huang Liang-chi        | 6–3, 6–2              | [ 2 ] |
| 2013 | Juan Sebastián Cabal Robert Farah     | Yuki Bhambri Wang Chieh-fu     | 6–4, 6–2              |       |
| 2012 | John Paul Fruttero Raven Klaasen      | Hsieh Cheng-peng Lee Hsin-han  | 6–7(6–8), 7–5, [10–8] |       |

## Ligações Externas
- Site Oficial